# Moskalenski
Moskalenski (en rus: Москаленский) és un poble (un possiólok) de l'óblast d'Omsk, a Rússia, que en el cens del 2010 tenia 2.468 habitants. Pertany al districte rural de Mariànovka.